# NBA Action '94
NBA Action '94 est un jeu vidéo de basket-ball sorti en 1994 sur Mega Drive. Le jeu a été développé par Malibu Interactive et édité par Sega,,,.